# Élections territoriales nigériennes de 1958
Les élections territoriales nigériennes de 1958 se déroulent le 14 décembre 1958 afin de pourvoir les 60 membres de l'Assemblée territoriale du Niger, alors territoire d'outre-mer de l4 Union française couvrant le territoire de l'actuel Niger.
Les élections voient la victoire de l'Union pour la communauté franco-africaine, l'alliance du Parti progressiste nigérien et du Parti du regroupement africain, qui remporte 41 sièges sur 60, suivi du parti Sawaba, avec 11 sièges.

## Contexte
Le gouvernement dirigé par le Sawaba décide de faire campagne pour le « non » au référendum sur la communauté française du 28 septembre 1958, prônant l'« indépendance d'abord » dans les relations du pays avec la France. 
Le PPN-RDA et le FDN, dans l'opposition font quant à eux campagne pour le « oui », et rallie un grand nombre de chef coutumiers ainsi que d'influentes associations, tels celle des musulmans du Niger de El Hadj Alkaïdi Touré, l’Association des anciens combattants du Niger, et la Section nigérienne de l’Association pour le soutien à l’action du général de Gaulle de Audibert et Sempastous. Plusieurs des ministres d’origine métropolitaine du gouvernement de Djibo Bakary  - dont Fréminé Robert, de l’Éducation, et Pierre Vidal, de la Santé - font par ailleurs dissidence pour rejoindre le camp du « oui ». 
Les résultats du référendum, qui voient la victoire du « oui » par 78,43 % des suffrages exprimés, sont un désaveu cinglant pour le gouvernement, qui présente sa démission le 19 octobre 1958. La dissolution de l'assemblée territoriale s'ensuit le 14 novembre suivant, provoquant des élections territoriales anticipées le 14 décembre. Celles-ci sont remportées par l'opposition, le PPN-RDA réunissant 49 sièges sur 60 au sein d'une liste commune Union pour la Communauté Franco-Africaine (UCFA). Les 11 sièges restants sont remportés par Sawaba, mais ils feront tous l'objet d'invalidation.

## Résultats
|                           |                                           |           |       |        |               |  |  |  |  |  |  |  |  |  |
| Parti                     | Parti                                     | Voix      | %     | Sièges | +/-           |  |  |  |  |  |  |  |  |  |
|                           | Union pour la communauté franco-africaine |           |       | 49     | 30            |  |  |  |  |  |  |  |  |  |
|                           | Sawaba                                    |           |       | 11     | 30            |  |  |  |  |  |  |  |  |  |
|                           |                                           |           |       |        |               |  |  |  |  |  |  |  |  |  |
| Suffrages exprimés        | Suffrages exprimés                        | 474 778   | 98,10 |        |               |  |  |  |  |  |  |  |  |  |
| Votes blancs et invalides | Votes blancs et invalides                 | 9 175     | 1,90  |        |               |  |  |  |  |  |  |  |  |  |
| Total                     | Total                                     | 483 953   | 100   | 60     | en stagnation |  |  |  |  |  |  |  |  |  |
| Abstentions               | Abstentions                               | 836 581   | 63,37 |        |               |  |  |  |  |  |  |  |  |  |
| Inscrits / participation  | Inscrits / participation                  | 1 320 174 | 36,63 |        |               |  |  |  |  |  |  |  |  |  |